# Kyllinga peteri
Kyllinga peteri är en halvgräsart som först beskrevs av Georg Kükenthal, och fick sitt nu gällande namn av Kaare Arnstein Lye. Kyllinga peteri ingår i släktet Kyllinga och familjen halvgräs. Inga underarter finns listade i Catalogue of Life.